# 4. december
4. december er dag 338 i året i den gregorianske kalender (dag 339 i skudår). Der er 27 dage tilbage af året.
Dagens navn er Barbara.

### Begivenheder
Født - Dødsfald
- 774  - Karl den Store bliver konge af det samlede Frankerrige efter hans bror og medregent, Karlomans død.
- 1154 - Nicolas Breakspear bliver den første - og hidtil eneste - engelske pave. Det sker under navnet Pave Hadrian 4.
- 1586 - Englands dronning Elisabeth 1. stadfæster dødsdommen over Skotlands dronning Marie Stuart.
- 1672 - Apotekere får ved lov eneret på uddeling af medikamenter i Danmark.
- 1676 - Slaget ved Lund finder sted med det resultat, at danskerne under Christian 5. taber til svenskerne under Karl 11. samt et samlet tabstal på omkring otte tusinde soldater.
- 1791 - The Observer, Englands ældste søndagsavis, udkommer for første gang.
- 1808 - Napoleon afskaffer den spanske inkvisition.
- 1829 - Den indiske skik "suttee" med at en enke følger sin ægtefælle i døden forbydes.
- 1849 - Første valg til folketinget afholdes efter grundlovens vedtagelse den 5. juni samme år. I alt 204.000 vælgere deltager, det er 14½% af befolkningen, dog kun selvstændige mænd over 30 år.
- 1851 - Statskup i Frankrig: nationalforsamlingen opløses og Louis Napoleon på vej til præsidentposten.
- 1852 - Det franske senat udråber Louis Napoleon til fransk kejser under navnet Napoleon 3.
- 1901 - Gillette præsenterer barberbladet i den første sikkerhedsbarbermaskine.
- 1915 - Ku Klux Klan genoplives i Georgia.
- 1918 - Præsident Woodrow Wilson forlader USA på USS George Washington for at tage til fredsforhandlinger i Paris. Det er første gang en siddende amerikansk præsident tager til Europa.
- 1943 - Marskal Tito overtager styret i det jugoslaviske kongedømme og ændrer det til en kommunistisk republik, som varer indtil 1991, hvor Kroatien og Slovenien bryder ud, og Bosnien hurtigt følger efter.
- 1944 - Borgerkrig bryder ud i Grækenland; der indføres krigsretstilstand i Athen.
- 1945 - Det amerikanske senat godkender USA's optagelse i FN.
- 1947 - På Broadway har Tennessee Williams' Omstigning til Paradis (A Streetcar Named Desire) med Marlon Brando og Jessica Tandy premiere.
- 1948 - George Orwell afslutter sit værk 1984, som udgives den 8. juni 1949.
- 1958 - Dahomey opnår selvstændighed fra Frankrig.
- 1959 - En abe returnerer sikkert til jorden efter at have været næsten 100 kilometer ude i rummet.
- 1961 - Medarbejdere ved Museum of Modern Art i New York opdager, at Henri Matisses værk "Le Bateau" har hængt omvendt i 47 dage.
- 1965 - USA opsender Gemini VII, som skal forbinde sig med den allerede opsendte Gemini VI. Om bord er Frank Borman og James Lovell.
- 1973 - Det såkaldte "jordskredsvalg", hvor hele fire nye partier kommer i Folketinget, heraf Fremskridtspartiet som det næststørste. Stemmeprocenten er 88,7.
- 1975 - Medlemmer af den sydmolukkanske frihedsbevægelse kaprer tog i Holland. 2 passagerer dræbes, og ligene smides ud af toget.
- 1976 - Elizabeth Taylor indgår sit syvende ægteskab, denne gang med Virginias senator John Warner.
- 1977 - Gidslet Terry Anderson løslades efter 2.454 dages fangenskab i Libanon af Hizbollah.
- 1977 - Præsidenten i Centralafrikanske Republik, Jean-Bédel Bokassa, kroner sig selv til kejser i en ceremoni, som menes at koste mere end $100 million, og omdøber landet til "Centralafrikanske Kejserdømme". Han bliver afsat to år senere.
- 1980 - Portugals ministerpræsident Francisco Caneiro og hans danskfødte hustru Snu Seidenfaden omkommer sammen med forsvarsministeren, da hans privatfly styrter under start fra Lissabon.
- 1981 - Sveriges socialminister Karin Söder kalder i Riksdagen Christiania for en narkosump, der burde lukkes for bestandigt.
- 1984 - Radiorådet vælger Hans Jørgen Jensen til generaldirektør i Danmarks Radio.
- 1984 - Arabiske terrorister kaprer fly fra Kuwait og tvinger det til Teheran i Iran. En uge senere stormes flyet af iranske specialtropper, og gidslerne befries.
- 1989 - Privatbanken, Andelsbanken og Sparekassen SDS fusionerer under navnet Unibank.
- 1995 - De første af 60.000 fredsbevarende soldater ankommer til Sarajevo.

### Født
- 1784 - Charlotte Frederikke, dansk prinsesse (død 1840).
- 1795 - Thomas Carlyle, engelsk forfatter og historiker (død 1881).
- 1800 - Emil Aarestrup, dansk læge og forfatter (død 1856).
- 1865 - Edith Cavell, engelsk sygeplejerske under 1. verdenskrig (død 1915).
- 1866 - Wassily Kandinsky, russisk maler (død 1944).
- 1867 - Elvira Madigan, tyskfødt cirkusartist (død 1889).
- 1873 - Henrik Malberg, dansk skuespiller (død 1958).
- 1875 - Rainer Maria Rilke, østrigsk forfatter (død 1926).
- 1892 - Francisco Franco, spansk diktator (død 1975).
- 1905 - Pauli Jørgensen, dansk fodboldspiller (død 1993).
- 1910 - Ramaswamy Venkataraman, indisk præsident (død 2009).
- 1917 - Prinsesse Anne, dansk prinsesse (død 1980).
- 1925 - Henning Ørnbak, dansk filminstruktør (død 2007).
- 1925 - Lino Lacedelli, italiensk bjergbestiger (død 2009).
- 1927 - Ebba Nørager, dansk skuespillerinde (død 2021).
- 1931 - Per Wiking, tidligere dansk underholdningsvært på DR (død 2007).
- 1943 - Gitte Haslebo,  dansk forsker, forfatter og erhvervspsykolog.
- 1949 - Torben Zeller, dansk skuespiller.
- 1949 - Jeff Bridges, amerikansk skuespiller.
- 1951 - Jannie Høeg, dansk sangerinde.
- 1951 - Gary Rossington, amerikansk guitarist i Lynyrd Skynyrd.
- 1952 - Helge Engelbrecht, dansk sanger.
- 1955 - Jørn Jespersen, tidligere dansk folketingsmedlem for Socialistisk Folkeparti.
- 1962 - Alexander Litvinenko, russisk agent (død 2006).
- 1963 - Sergei Bubka, ukrainsk stangspringer.
- 1965 - Racheed Lawal, dansk bokser (død 1996).
- 1969 - Jay-Z, amerikansk rapper.
- 1972 - Heidi Maria Faisst, dansk filminstruktør.
- 1972 - Christian E. Christiansen, dansk filminstruktør.
- 1973 - Tyra Banks, amerikansk model.
- 1981 - Brian Vandborg, dansk cykelrytter.
- 1982 - Nick Vujicic, australsk prædikant, taler, forfatter og leder.
- 1996 - Diogo Jota, portugisisk fodboldspiller.

### Dødsfald
- 1123 - Omar Khayyám, persisk digter og videnskabsmand (født 1048).
- 1459 - Adolf 8. af Holstein, dansk greve (født 1401).
- 1642 - Kardinal Richelieu, fransk førsteminister (født 1585).
- 1679 - Thomas Hobbes, engelsk filosof (født 1588).
- 1680 - Thomas Bartholin, dansk læge og anatom (født 1616).
- 1798 - Luigi Galvani, italiensk læge og fysiker (født 1737).
- 1868 - Peder Brønnum Scavenius, dansk politiker og godsejer (født 1795).
- 1878 - David Baruch Adler, dansk politiker og vekseler (født 1826).
- 1895 - Johannes Helms, dansk forfatter, rektor og politiker (født 1828).
- 1909 - Prinsesse Marie af Orleans, dansk prinsesse (født 1865).
- 1935 - Johan Halvorsen, norsk komponist (født 1864).
- 1939 - Thorkild Gravlund, dansk forfatter (født 1879).
- 1974 - Ernst Christiansen, dansk politiker (født 1891).
- 1976 - Benjamin Britten, engelsk komponist (født 1913).
- 1981 - Ole Sarvig, dansk forfatter (født 1921).
- 1993 - Frank Zappa, amerikansk musiker (født 1940).
- 1994 - Kirsten Stenbæk, dansk filminstruktør (født 1922).
- 1996 - Albert Winsemius, hollandsk økonom (født 1910).

|  | Denne datoartikel kan blive bedre, hvis der indsættes et (bedre) billede Du kan hjælpe ved at afsøge Wikimedia Commons for et passende billede eller uploade et godt billede til Wikimedia Commons iht. de tilladte licenser og indsætte det i artiklen. |